# 博热 (地区)
博热，或按其作为博热的形容词形式的名称音译作博茹瓦（法語發音：[boʒwa]），是法国卢瓦尔河地区大区曼恩-卢瓦尔省东北部的一个传统地区。该地区属于安茹，因其中心博热而得名。博热地区是该省树木最多的地区。